# Kathleen Turner

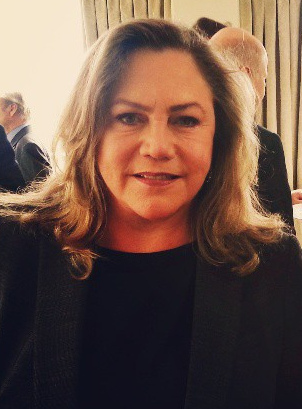
Kathleen Turner (2013)

Mary Kathleen Turner (* 19. Juni 1954 in Springfield, Missouri) ist eine US-amerikanische Schauspielerin, die ihre größten Filmerfolge in den 1980er-Jahren hatte.

## Leben und Karriere
Als Tochter eines Diplomaten wuchs Turner bis zu ihrem College-Alter in Kanada, Kuba,  Washington, Venezuela und England auf. Während sie in London zur High School ging, besuchte sie regelmäßig Theateraufführungen und war von Bühnengrößen wie Diana Rigg, Christopher Plummer und Angela Lansbury so beeindruckt, dass sie Schauspielunterricht an der Central School of Speech and Drama in London nahm. Nach dem Tod ihres Vaters kehrte die Familie in die USA zurück. Dort besuchte Turner zunächst die Southwestern Missouri State University in Springfield und machte 1977 ihren Bachelor of Fine Arts an der University of Maryland, Baltimore County.
Sie zog nach New York, arbeitete als Kellnerin und trat in Off-Broadway-Produktionen auf. 1978 wurde sie für die langlebige Seifenoper The Doctors engagiert, aber nach nur einer Saison wieder entlassen. Ihr freizügiges Leinwanddebüt in Lawrence Kasdans Film Heißblütig – Kaltblütig bedeutete für sie 1981 den Durchbruch zum Filmstar; zudem war sie als beste Nachwuchsdarstellerin für einen Golden Globe nominiert. Ihr Aussehen, ihre markante rauchige Stimme und das durch den Filmerfolg gewonnene Image als klassische Femme fatale beförderten Vergleiche mit Lauren Bacall.
Ihren Status in Hollywood festigte Turner zunächst mit komödiantischen Rollen, als Partnerin von Steve Martin in Der Mann mit zwei Gehirnen (1982) und von Michael Douglas in Auf der Jagd nach dem grünen Diamanten (1984). Ebenfalls 1984 war sie als Prostituierte wieder eine zwielichtige Heldin in Ken Russells China Blue bei Tag und Nacht. In John Hustons vorletztem Film, Die Ehre der Prizzis (1985), spielte sie mit Jack Nicholson ein abgebrühtes Killerpaar. Mit Michael Douglas lieferte sie sich in Danny DeVitos Der Rosenkrieg (1989) einen mörderischen Ehestreit. In Francis Ford Coppolas Peggy Sue hat geheiratet (1986) wurden die Eheprobleme mit ihrem Partner (Nicolas Cage) durch eine Zeitreise gelöst. Für ihre Darstellung einer erwachsenen Frau, die sich plötzlich an ihre High School zurückversetzt wiederfindet, erhielt sie eine Oscar-Nominierung.
Turner war in den 1980er Jahren durch ihre Darstellungen starker Frauenfiguren eine der erfolgreichsten Schauspielerinnen Hollywoods. Zu dieser Zeit schrieb der Pop-Sänger Falco den Song „The Kiss of Kathleen Turner“. Die Sara-Paretsky-Verfilmung V.I. Warshawski – Detektiv in Seidenstrümpfen mit ihr in der Titelrolle geriet 1991 allerdings zum Flop. Ihre Karriere wurde danach zunehmend durch eine schwere Verlaufsform der rheumatoiden Arthritis und die mit der Medikation verbundenen körperlichen Beeinträchtigungen und starken Gewichtszunahme eingeschränkt. Ihr bislang letzter größerer Filmerfolg war 1993 die Hauptrolle in John Waters schwarzer Komödie Serial Mom. Die durch ihre Krankheit verursachten Schmerzen versuchte Turner auch mit Alkohol zu bekämpfen. 1999 ging sie wegen ihrer Alkoholabhängigkeit freiwillig in eine Entzugsklinik.
Turner trat in den letzten Jahren in größeren zeitlichen Abständen als Charakterdarstellerin in Kino- und Fernsehrollen auf und war daneben vor allem auch in Bühnenrollen erfolgreich. Für Rollen am Broadway, die Elizabeth Taylor in Filmen gespielt hatte, erhielt sie zwei Tony-Nominierungen: 1990 für Die Katze auf dem heißen Blechdach und 2005 für Wer hat Angst vor Virginia Woolf?
Von 1984 bis 2007 war sie in zweiter Ehe mit dem Grundstücksmakler Jay Weiss verheiratet. 1987 wurde ihre gemeinsame Tochter geboren.

## Filmografie (Auswahl)
- 1978–1979: The Doctors (Fernsehserie, 211 Folgen)
- 1981: Heißblütig – Kaltblütig (Body Heat)
- 1982: Der Mann mit zwei Gehirnen (The Man with Two Brains)
- 1984: Auf der Jagd nach dem grünen Diamanten (Romancing the Stone)
- 1984: Die Brut des Adlers (A Breed Apart)
- 1984: China Blue bei Tag und Nacht (Crimes of Passion)
- 1985: Die Ehre der Prizzis (Prizzi's Honor)
- 1985: Auf der Jagd nach dem Juwel vom Nil (The Jewel of the Nile)
- 1986: Peggy Sue hat geheiratet (Peggy Sue Got Married)
- 1987: Julia und Julia (Julia and Julia)
- 1987: Dear America – Briefe aus Vietnam (Dear America: Letters Home from Vietnam) (Dokumentarfilm, Stimme)
- 1988: Eine Frau steht ihren Mann (Switching Channels)
- 1988: Falsches Spiel mit Roger Rabbit (Who Framed Roger Rabbit, Stimme)
- 1988: Die Reisen des Mr. Leary (The Accidental Tourist)
- 1989: Der Rosenkrieg (The War of the Roses)
- 1991: V.I. Warshawski – Detektiv in Seidenstrümpfen (V.I. Warshawski)
- 1993: Das Kartenhaus (House of Cards)
- 1993: Undercover Blues – Ein absolut cooles Trio (Undercover Blues)
- 1993: Naked in New York
- 1994: Serial Mom – Warum läßt Mama das Morden nicht? (Serial Mom)
- 1994: Die Simpsons (The Simpsons, Fernsehserie, Folge 5x14, Stimme)
- 1995: Liebe bis in den Tod (Friends At Last, Fernsehfilm)
- 1995: Moonlight and Valentino
- 1997: Echt Blond (The Real Blonde)
- 1997: Der Zauberwunsch (A Simple Wish)
- 1998: Anwaltsgeflüster – Ein Unrecht kommt selten allein (Legalese, Fernsehfilm)
- 1999: The Virgin Suicides
- 1999: Die Windel-Gang (Baby Geniuses)
- 2000: Cinderella (Fernsehfilm)
- 2000: Beautiful
- 2001: Friends (Fernsehserie, 3 Folgen)
- 2004: Without Love
- 2006: Monster House (Stimme)
- 2006: Law & Order (Fernsehserie, 16x14)
- 2006: Nip/Tuck – Schönheit hat ihren Preis (Nip/Tuck, Fernsehserie, Folge 4x01)
- 2008: Marley & Ich (Marley & Me)
- 2009: Californication (Fernsehserie, 10 Folgen)
- 2011: The Perfect Family
- 2013: Nurse 3D
- 2014: Dumm und Dümmehr (Dumb and Dumber To)
- 2016/2017: The Path (Fernsehserie, 2 Folgen: 1x03, 2x08)
- 2017: Family Guy (Fernsehserie, Folge 16x02, Stimme)
- 2017: Eine ganz andere Hochzeit (Another Kind of Wedding)
- 2019–2021: The Kominsky Method (Fernsehserie, 6 Folgen)
- 2019: Rick and Morty (Fernsehserie, Folge 4x02, Stimme)
- 2020: Mom (Fernsehserie, 2 Folgen: 7x11, 7x14)
- 2022: The Swearing Jar
- 2022: The Estate – Erben leicht verkackt (The Estate)
- 2023: White House Plumbers (Miniserie)
- 2025: Animal Farm (Stimme)

## Auszeichnungen

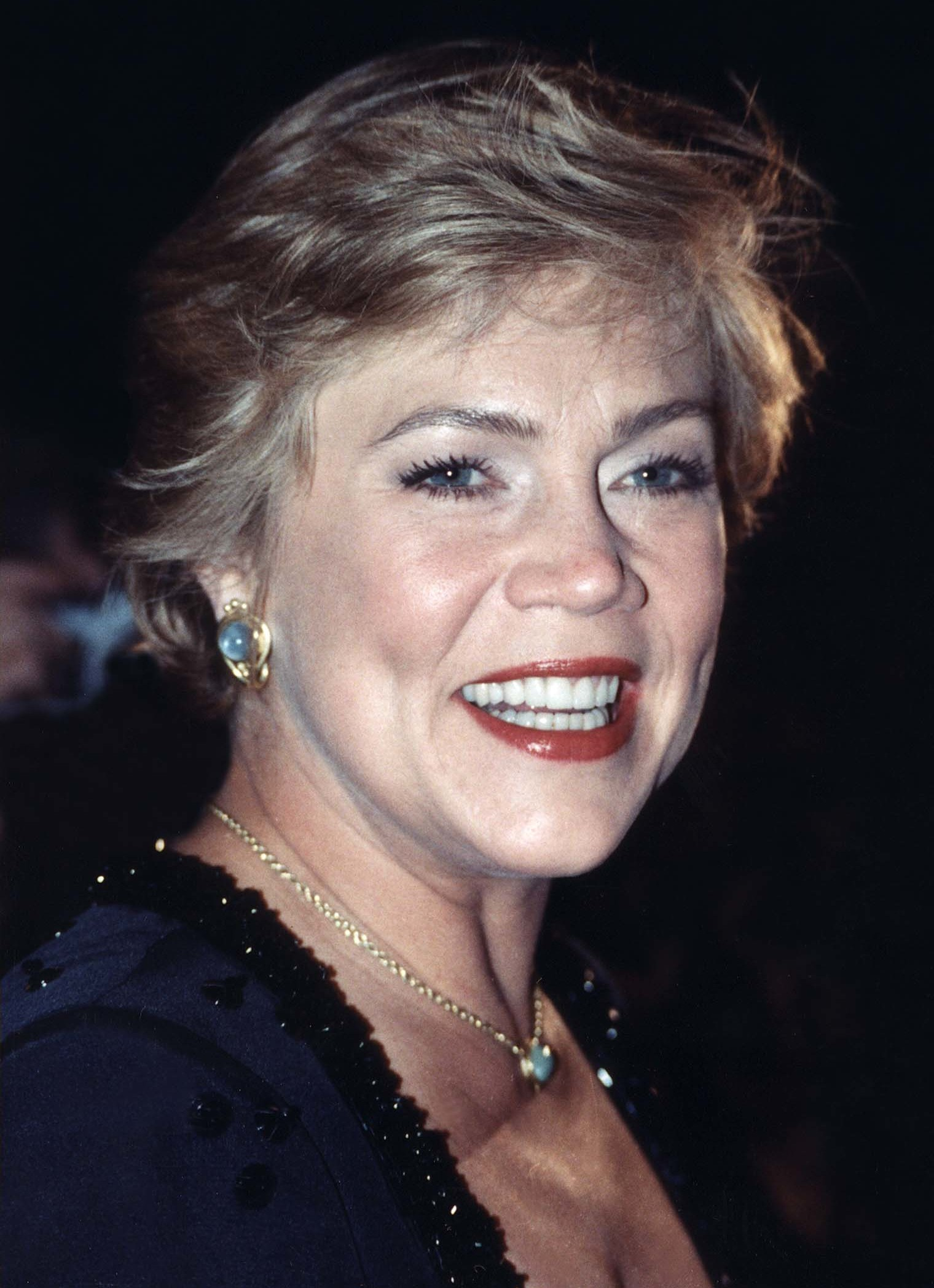
Kathleen Turner (1999)

- Oscar: Nominiert in der Kategorie Beste Hauptdarstellerin für
  - 1987: Peggy Sue hat geheiratet
- Golden Globe: Auszeichnungen für
  - 1985: Auf der Jagd nach dem grünen Diamanten
  - 1986: Die Ehre der Prizzis
- Golden Globe: Nominierungen für
  - 1982: Heißblütig – Kaltblütig
  - 1986: Peggy Sue hat geheiratet
  - 1990: Der Rosenkrieg
- Los Angeles Film Critics Association: Auszeichnungen für
  - 1984: China Blue bei Tag und Nacht
  - 1984: Auf der Jagd nach dem grünen Diamanten
- Tony Award: Nominierungen für
  - 1990: Die Katze auf dem heißen Blechdach
  - 2005: Wer hat Angst vor Virginia Woolf?
- Chlotrudis Award der Chlotrudis Society for Independent Film: Nominiert für
  - 1995: Serial Mom – Warum läßt Mama das Morden nicht?

## Deutsche Synchronisation
Kathleen Turner wurde in Deutschland überwiegend von Traudel Haas, seltener von Dagmar Heller synchronisiert.